# Koromo
Koromo è un comune rurale del Mali facente parte del circondario di Koutiala, nella regione di Sikasso.